# Zygobolbina
Zygobolbina is een geslacht van uitgestorven kreeftachtigen uit de klasse van de Ostracoda (mosselkreeftjes).

## Soorten
- Zygobolbina carinata Ulrich & Bassler, 1923 †
- Zygobolbina conradi Ulrich & Bassler, 1923 †
- Zygobolbina emaciata Ulrich & Bassler, 1923 †
- Zygobolbina panda Ulrich & Bassler, 1923 †